# T. Scarlett Epstein
T. Scarlett Epstein, OBE, (geboren als Trude Grünwald 13. Juli 1922 in Wien; gestorben 27. April 2014 in Brighton) war eine österreichisch-britische Sozialanthropologin.

## Leben
Trude Grünwald war eine Tochter des Handelsreisenden Siegfried Grünwald und der Rosa Grünwald, sie hatte zwei Brüder und wuchs in der Wohnanlage Karl-Marx-Hof auf. Sie musste 1938 nach dem Anschluss Österreichs als Jüdin den Besuch des Gymnasiums in der Glasergasse abbrechen, floh im Juli 1938 mit ihrer Mutter zunächst nach Jugoslawien, von dort nach Albanien und erreichte auf abenteuerlichem Weg im April 1939 England, auch dem Vater und den Brüdern gelang die Flucht, andere Verwandte wurden Opfer des Holocaust. Sie schlug sich als Näherin und später als Lohnbuchhalterin durch. Nach Kriegsende wollte sie angesichts der deutschen Massenmorde ihren deutschen Vornamen ablegen und nannte sich fortan in Anlehnung an die Romanheldin Scarlett O’Hara. Sie erwarb ein betriebswirtschaftliches Diplom am Manchester College of Technology. Sie studierte 1949/50 Ökonomie und Politikwissenschaften am Ruskin College mit Abschluss, ging danach zu Max Gluckman, der die Manchester School of Anthropology begründet hatte. Sie führte als Basis für ihre Dissertation ab 1954 eine zweijährige soziologische Feldforschung in Karnataka in Indien durch, wo sie sich auch 1970 und 1996 aufhielt, um den langzeitigen Einfluss von Bewässerungsmaßnahmen auf die soziale Dorfstruktur zu untersuchen. Sie heiratete den Sozialanthropologen Bill Epstein (1924–1999), sie hatten zwei Kinder. 
T. Scarlett Epstein wurde 1958 an der Universität Manchester promoviert, ging nach Canberra und führte im Auftrag der Australischen Nationaluniversität 1959/61 und 1967/68 zwei Feldstudien in Papua New Guinea durch. Ab 1961 hatte Epstein eine Dozentur am Royal College of Advanced Technology, Salford inne. 
Im Jahr 1972 erhielt sie eine Forschungsprofessur an der University of Sussex, wo sie 1984 pensioniert wurde. Sie führte weitere Studien zu Bevölkerungswachstum und ländlicher Armut in Asien und Afrika durch. T.S.E. forschte und lehrte auch als Gast an den Universitäten in Stanford, Manchester, Irvine, Madang (Südindien) und Waigani (Papua-Neuguinea). Epstein gilt als Pionierin der angewandten Ökonomischen Anthropologie und Entwicklungsanthropologie. Sie veröffentlichte 15 Bücher und eine Vielzahl Zeitschriftenbeiträge. 2005 veröffentlichte sie eine Autobiografie. Sie wurde 2004 als Officer des Order of the British Empire (OBE) ausgezeichnet.

## Schriften (Auswahl)
- Comparative Study of Economic Change and Differentiation in Two Indian Villages. Diss., Manchester, 1958.
- Economic Development and Social Change in South India. Manchester, 1962.
- Capitalism, Primitive and Modern. Some Aspects of Tolai Economic Growth. Canberra, 1968.
- mit D. H. Penny (Hrsg.): Opportunity and Response. Case Studies in Economic Development. London, 1972.
- South India: Yesterday, Today and Tomorrow. London, 1973.
- mit J. Darrell (Hrsg.): The Paradox of Poverty. Socio-Economic Aspects of Population Growth. Delhi, 1975.
- mit R. A. Watts (Hrsg.): The Endless Day. Some Case Material on Asian Women. Oxford, 1981
- Urban Food Marketing and Third World Rural Development. The Structure of Producer-Seller Markets. London, 1982.
- mit M. N. Panini; M. N. Srinivas; V. S. Parthasarathy: Basic Needs Viewed from Above and from Below. The Case of Karnataka State, India. Development Centre of the Organisation for Economic Co-Operation and Development. Paris, 1983.
- Women, Work and Family in Britain and Germany. A Project of the Anglo-German Foundation for the Study of Industrial Society. London, 1986.
- Female Petty Entrepreneurs and their Multiple Roles. In: Sheila Allen, Carole Truman (Hrsg.): Women in Business. Perspectives on Women Entrepreneurs. London, 1993, S. 14–27.
- mit A. P. Suryanarayana; T. Thimmegowda: Village Voices. Forty Years of Rural Transformation in South India. New Delhi, 1998.
- (Hrsg.): A Manual for Culturally-Adapted Social Marketing. Health and Population. New Delhi, 1999
- Swimming Upstream: A Jewish Refugee from Vienna. London: Vallentine Mitchell, 2005
  - Es gibt einen Weg : eine Jüdin aus Wien. Übersetzung Katharina Laher. Hrsg. Siglinde Bolbecher. Wien : Theodor Kramer-Gesellschaft, 2011